# Seznam južnoafriških arhitektov
Seznam južnoafriških arhitektov.

## B
- Herbert Baker
- Shirley Blumberg